# Grenze zwischen Montenegro und Serbien

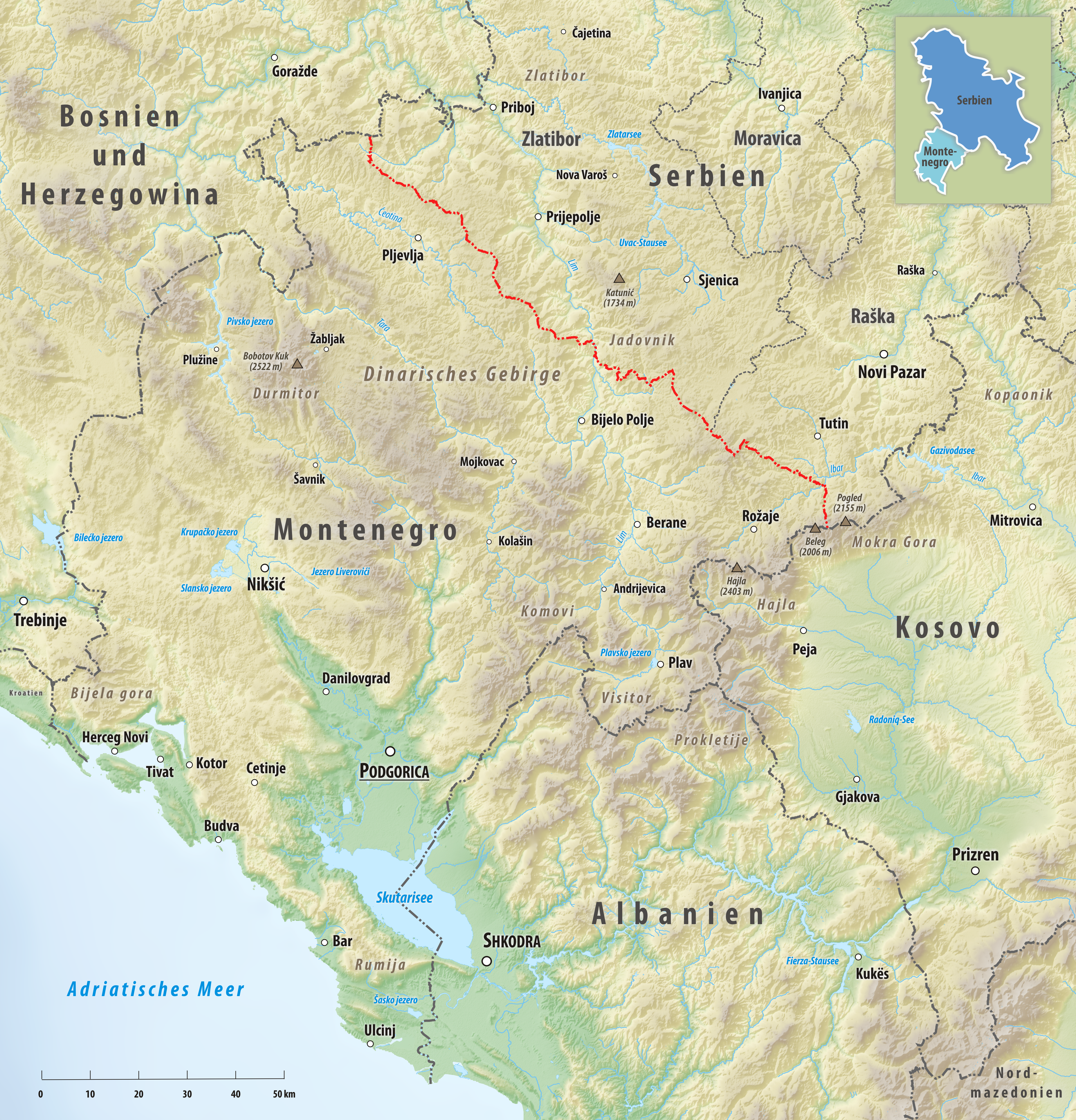
Grenzverlauf zwischen Montenegro und Serbien

Die Grenze zwischen Montenegro und Serbien trennt diese beiden Staaten im ehemaligen Jugoslawien.

## Verlauf
Im Norden nimmt die Grenze am Dreiländereck mit Bosnien und Herzegowina rund 400 m nordöstlich des Bergs Zelena Glava ihren Ausgang, verläuft dann zunächst nach Süden und quert das Tal Poblačnica (Grenzübergang Metaljka nach Bosnien und Herzegowina) und verläuft auf der Höhe des Gebirgsstocks Kovač nach Südosten und dabei nördlich an dem montenegrinischen Industriezentrum Pljevlja (kyrillisch Пљевља) vorbei und weiter im Westen des serbischen Dorfs Mataruge (kyrillisch Матаруге), bis sie das Tal des Lim erreicht und nördlich des montenegrinischen Bijelo Polje (kyrillisch Бијело Поље) diesen Fluss sowie die Europastraße 763 und die Bahnstrecke Belgrad–Bar quert. Die Grenze setzt sich nach Südosten durch dünn besiedeltes Gebiet über die Berge Zilindar (1616 m) und Krstača (1758 m) fort und quert rund 20 km östlich von Rožaje (kyrillisch Рожаје) den Oberlauf des Flusses Ibar sowie die Europastraße 80 (Grenzübergang Dračenovac). Rund 6 km weiter südlich geht sie am Berg Mokra gora in die Grenze zwischen Montenegro und dem Kosovo über.
Die Länge der Grenze wird mit 157 km angegeben (ohne den Abschnitt zum international nicht allgemein anerkannten Kosovo, mit dem sich eine Gesamtlänge von 203 km ergibt).

## Gemeinden an der Staatsgrenze (von Nordwest nach Südost)

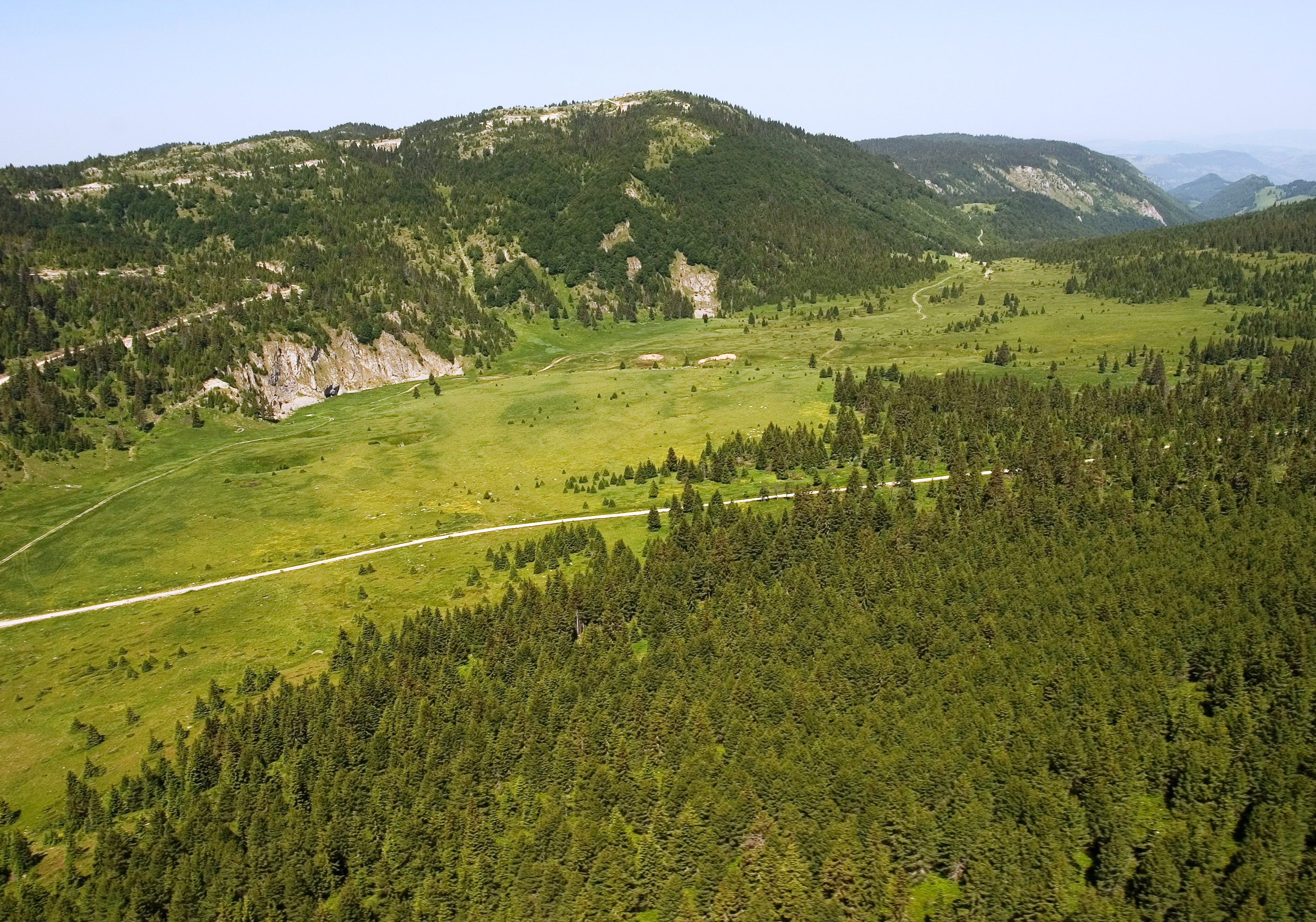
Die Mokra gora

| MONTENEGRO              | MONTENEGRO       |                                     | SERBIEN  | SERBIEN                   | SERBIEN  |
| Gemeinde                | Grenz- übertritt | Grenz- übertritt                    | Gemeinde | Okrug (Verwaltungsbezirk) |          |
| ----------------------- | ---------------- | ----------------------------------- | -------- | ------------------------- | -------- |
| Bosnien und Herzegowina |                  |                                     |          |                           |          |
| Pljevlja                |                  | D i n a r i s c h e s G e b i r g e |          | Sjenica                   | Zlatibor |
| Pljevlja                | Prijepolje       | D i n a r i s c h e s G e b i r g e |          |                           | Zlatibor |
| Bijelo Polje            |                  | D i n a r i s c h e s G e b i r g e |          |                           | Zlatibor |
|                         | Sjenica          | D i n a r i s c h e s G e b i r g e |          |                           | Zlatibor |
| Petnjica                |                  | D i n a r i s c h e s G e b i r g e |          | Tutin                     | Raška    |
| Rožaje                  |                  | D i n a r i s c h e s G e b i r g e |          | Tutin                     | Raška    |
| Albanien                |                  |                                     |          |                           |          |

## Geschichte

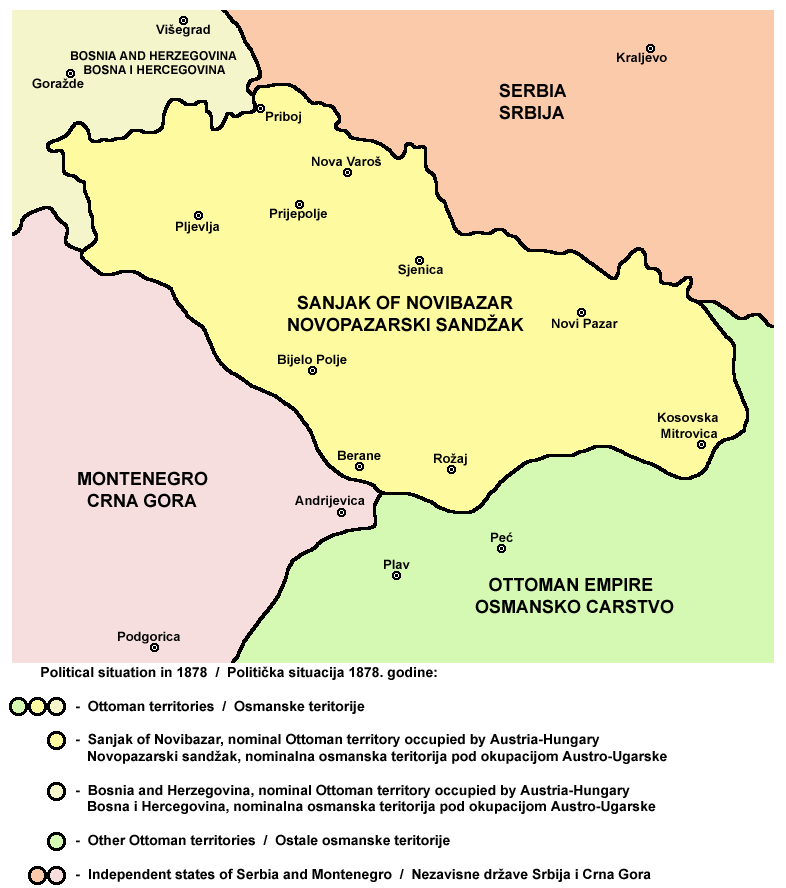
Sandschak Novi Pazar seit 1878

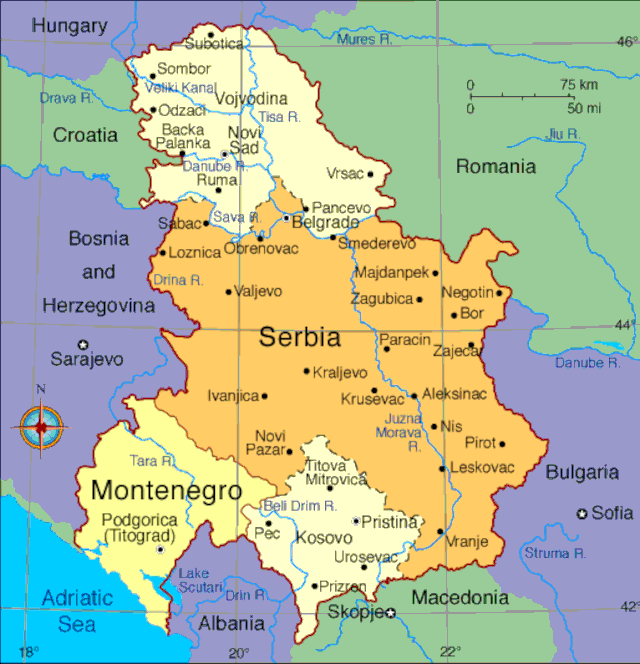
Serbien und Montenegro im Jahr 1997

Die der Verlauf der Grenze geht auf ein Abkommen vom 12. November 1913 nach dem Londoner Vertrag (1913) zurück, in dem Montenegro und Serbien den früheren Sandschak Novi Pazar unter sich aufteilten. Nachdem Montenegro nach dem Ende des Ersten Weltkrieges an Serbien gefallen war, entfiel die Grenze Nach dem Zweiten Weltkrieg entstanden Serbien und Montenegro als Teilrepubliken der Sozialistischen Föderativen Republik Jugoslawien und die Grenze damit als solche der jugoslawischen Teilrepubliken wieder. Die nach dem Zerfall Jugoslawiens zunächst noch weiterbestehende Föderation Serbien und Montenegro wurde durch den Austritt Montenegros im Jahr 2006 aufgelöst und seither ist die Grenze zwischen Serbien und Montenegro eine internationale Grenze. Der Kosovo erklärte 2008 seine Unabhängigkeit von Serbien, die inzwischen von der Mehrheit der Staaten (und auch von Montenegro) anerkannt wird. Seither wird der montenegrinisch-serbische Grenzverlauf westlich und südlich der Mokra Gora bis zum Prokletije überwiegend als kosovarisch-montenegrinische Grenze behandelt.